# 安定県 (遼寧省)
安定県（あんてい-けん）は、中国にかつて存在した県。現在の中華人民共和国遼寧省新民市付近に相当する。
遼代に設置され、金代に廃止された。